# Alix von Hessen-Darmstadt

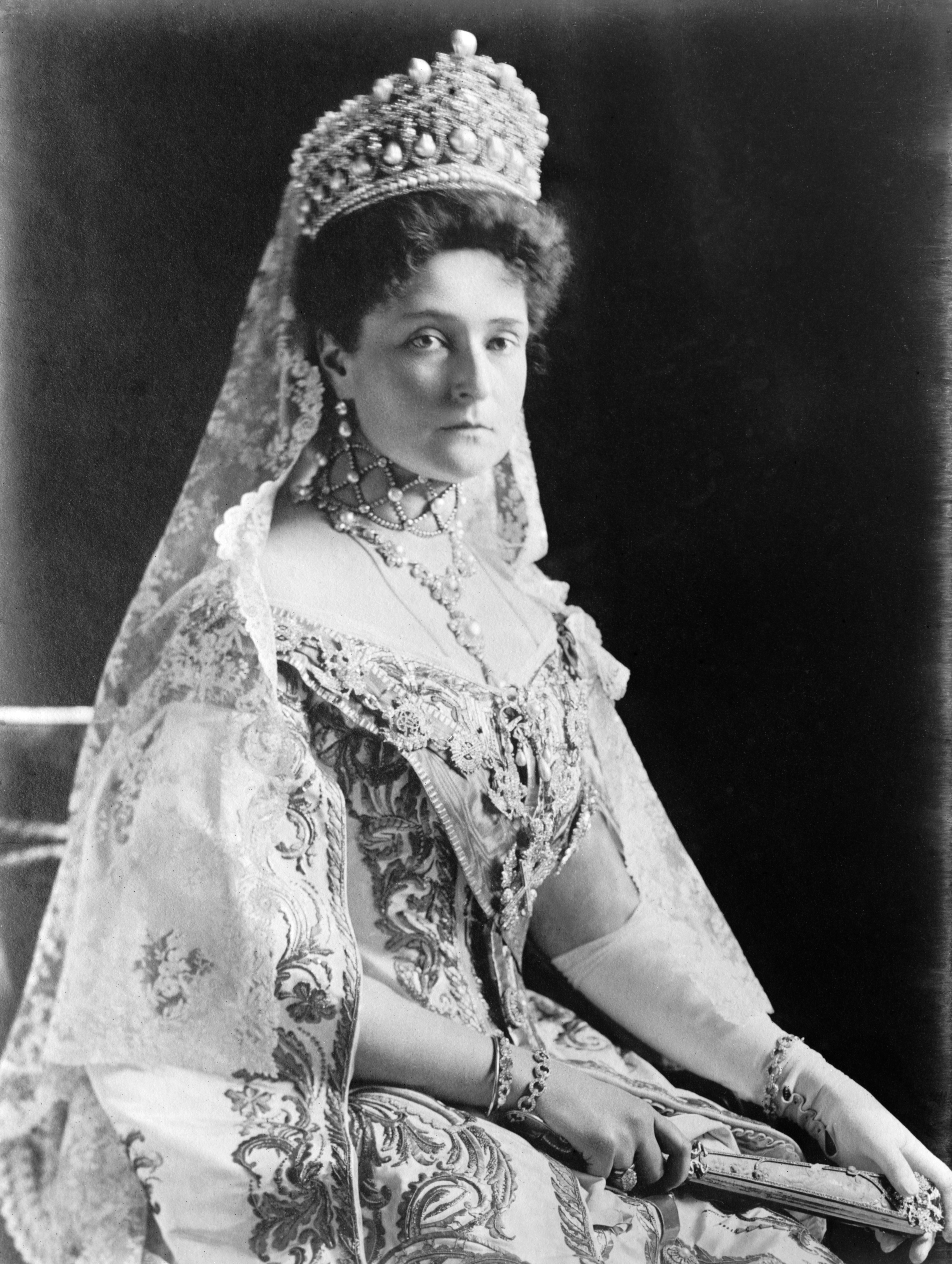
Alexandra Fjodorowna (1908)

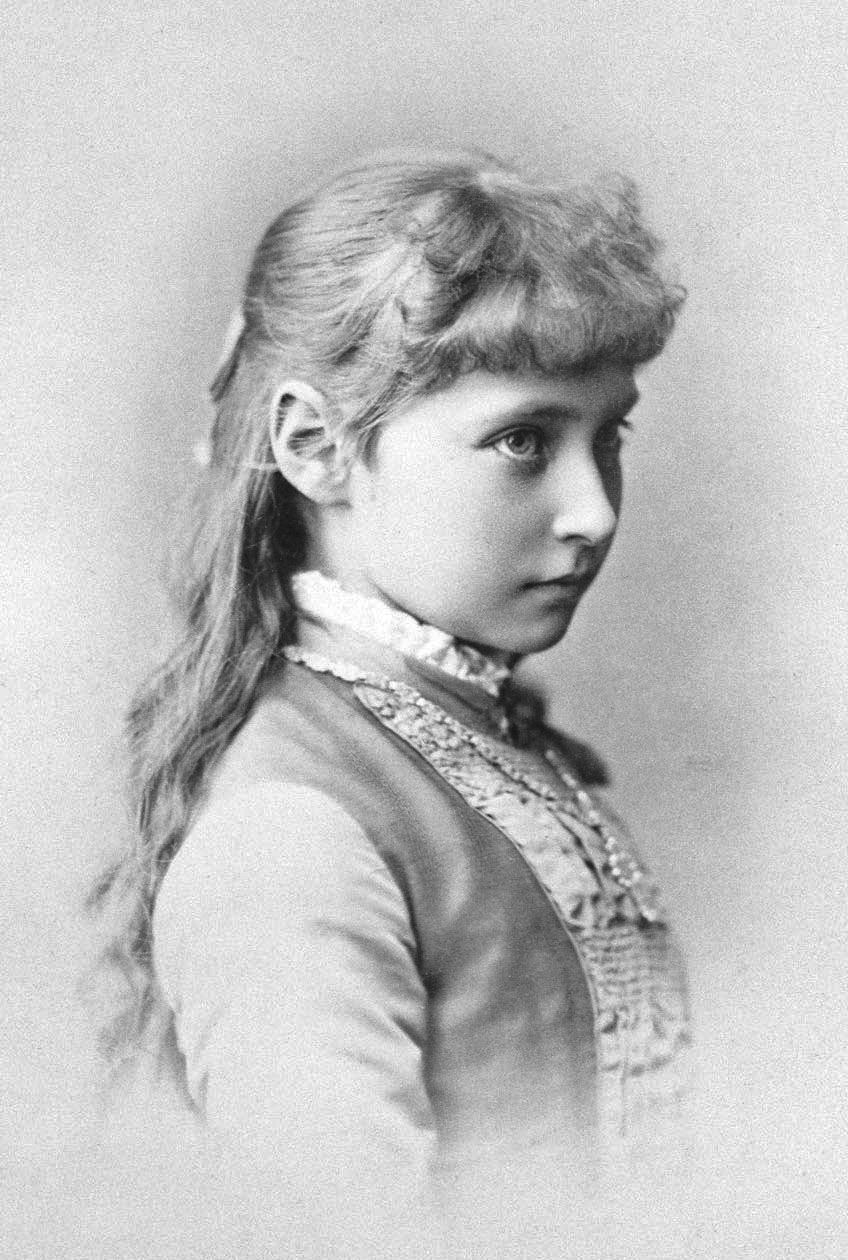
Prinzessin Alix (1881)

Alix von Hessen-Darmstadt – vollständig Ihre Großherzogliche Hoheit Prinzessin Alix Viktoria Helene Luise Beatrix von Hessen und bei Rhein, VA – (* 6. Juni 1872 im Neuen Palais, Darmstadt, Großherzogtum Hessen, Deutsches Reich; † 17. Juli 1918 in Jekaterinburg, Sowjetrussland) war großherzogliche Prinzessin von Hessen-Darmstadt und durch ihre Heirat mit dem späteren Kaiser Nikolaus II. als Alexandra Fjodorowna (russisch Александра Фёдоровна) die letzte Kaiserin von Russland.

## Frühe Jahre
Alix wurde als sechstes Kind und vierte Tochter von Großherzog Ludwig IV. von Hessen und bei Rhein und Alice von Großbritannien und Irland, der zweitältesten Tochter Königin Victorias, geboren. Sie wurde am 1. Juli 1872, dem Hochzeitstag ihrer Eltern, getauft. Taufpaten waren ihr Onkel Albert Eduard, Prince of Wales und dessen Ehefrau Alexandra von Dänemark, der zukünftige Zar Alexander III. und seine Gattin Dagmar von Dänemark, Beatrice von Großbritannien und Irland, Auguste von Hessen und Maria Anna Friederike von Preußen. Sie erhielt den Namen Alix, da laut ihrer Mutter der Name „nicht so leicht verketzert werden“ könne wie der Name Alice, „weil man hier meinen Namen umbringt. Man spricht ihn ‚Aliice‘ aus“. Die weiteren Namen erhielt sie zu Ehren ihrer Großmutter Königin Victoria und ihrer englischen Tanten, den Schwestern ihrer Mutter.
Ihre Mutter starb 1878 in Alix’ früher Kindheit an Diphtherie, ebenso wie ihre kleine Schwester Marie Viktoria, genannt „May“. Ihr Bruder Friedrich Wilhelm (1870–1873), genannt „Frittie“, erlag nach einem Fenstersturz inneren Blutungen, da er die Bluterkrankheit Hämophilie geerbt hatte. Alix’ Vater starb, als sie 20 Jahre alt war. Ihm folgte Alix’ Bruder Ernst Ludwig auf den großherzoglichen Thron. Ihr Cousin war Kaiser Wilhelm II.
Nach dem frühen Tod der Mutter wuchs Alix mit ihren drei Schwestern und dem Bruder größtenteils in Großbritannien auf. Ihrer Großmutter Königin Victoria stand sie sehr nahe. Aufgrund ihrer fröhlichen Art wurde sie in der Familie „Sunny“ genannt.

## Ehe
Alix sah sich bald einem gewissen Druck von Seiten der Familie zu einer frühen, standesgemäßen Heirat ausgesetzt. Sie lehnte einen Antrag ihres Cousins Albert Victor ab (des ältesten Sohns des späteren Königs von Großbritannien und Irland, Eduard VII.). Ihren zukünftigen Mann Nikolaus, einen Cousin zweiten Grades, traf Alix bereits im Alter von zwölf Jahren auf der Hochzeit ihrer Schwester Elisabeth im Jahre 1884. Nikolaus’ Eltern, Maria Fjodorowna und Alexander III., stimmten einer Ehe der beiden nicht gleich zu. Alexander III. mochte zwar Alix’ scheue Art und schätzte ihr ruhiges Naturell, aber Maria Fjodorowna sah in ihr nur die Deutsche. Geboren als Prinzessin Dagmar von Dänemark, war sie eine Tochter von König Christian IX. und hegte seit dem Schleswig-Holsteinischen Krieg (1848–1851) eine Abneigung gegen die Deutschen. Zudem wollte sie für ihren Sohn jemanden von höherem Stand als Frau, etwa die Tochter eines Königs und nicht die eines Großherzogs aus dem kleinen Hessen. Doch ihr Sohn wollte die Ehe mit Alix und konnte seine Mutter letztendlich überzeugen.
Auch Königin Victoria hatte Bedenken wegen einer solchen Verbindung, da ihr Russland nicht lohnend erschien, um Verbindungen auf politischer Ebene einzugehen. Königin Victoria, die Großmutter Europas, hatte alle ihre Töchter so verheiratet, dass sich in traditionellem Sinne „Fäden“ und somit politische Beziehungen in die europäischen Länder ergaben. Doch die Königin hatte auch schon der Verbindung von Alix’ Schwester Elisabeth mit dem Großfürsten Sergej Alexandrowitsch zugestimmt und gab schließlich auch Alix ihren Segen.
Alix, durch den frühen Tod der Mutter sehr religiös geprägt, hatte Bedenken wegen des Übertritts von der lutherischen zur russisch-orthodoxen Kirche, der zur Heirat mit Nikolaus nötig war. Der junge Zarewitsch stellte seiner Braut einen orthodoxen Priester zur Seite, der sie in die Lehren des Glaubens einwies und dessen Zusprache ihr Mut machte. Zudem versicherte ihr ihre Schwester Elisabeth, dass sie ihren Glauben nicht aufgeben müsse und beide Richtungen, den evangelischen und orthodoxen Glauben, miteinander verbinden könne.
Das Paar verlobte sich 1894 in Coburg und heiratete am 26. November 1894 im Winterpalast in Sankt Petersburg:

„Gestern wurde die Vermählung des Kaisers Nikolaus II. mit der Großfürstin Alexandra Feodorowna (früder Prinzessin Alix von Hessen) in Petersburg mit großer Prachtentfaltung vollzogen. Die Braut traf um 11 Uhr Vormittags aus dem Palaste ihres Schwagers, des Großfürsten Sergius (Oheim des Kaisers Nikolaus II.), wo sie bisher bei ihrer Schwester gewohnt hatte, im Winterpalaste ein, wo ihr im Ankleidezimmer der Kaiserin Anna die Brautkleidung angelegt wurde. Sie trug ein weißes silberdurchwirktes Kleid mit langer Schleppe, einen Mantel aus schwerem Goldstoffe und als Blumen Orangenblüthen. Das Haupt schmückte eine prachtvolle Brautkrone aus Brillanten. Um 12 Uhr setzte sich der Hochzeitszug in Bewegung. An der Spitze schritten die Oberhofmarschälle, denen sich je 100 Kammerjunker und Kammerherren anschlossen. Als erstes Paar folgte diesem Zuge die Kaiserin-Wittwe mit dem Könige von Dänemark, dann das Brautpaar, dem die anderen fürstlichen Personen paarweise folgten. Nach Durchschreitung der verschiedenen Prachtsäle bewegte sich der Zug in die Palastkapelle, in welcher sich die höchsten Würdenträger des Reiches und das diplomatische Korps befanden und wo der Metropolit von Ladoga die Trauung vollzog. In diesem Augenblicke donnerten von der Peter-Pauls-Festung und in Kronstadt die Geschütze und alle Glocken der Stadt setzten sich in Bewegung.“

Die Hochzeit war, nach damaligen Maßstäben, von außerordentlicher Bescheidenheit. Da nur wenige Wochen vorher Alexander III. plötzlich gestorben war, wurde eine prunkvolle Zeremonie während der Trauerzeit als unpassend empfunden. Mit Heirat und dem Übertritt zur russisch-orthodoxen Kirche änderte Alix ihren Vornamen in die orthodoxe Form Alexandra Fjodorowna. Ihre Russisch-Lehrerin wurde Catharina Schneider.

## Kaiserin Alexandra
Nach dem Tod Kaiser Alexanders III. wurden Nikolaus und Alexandra im Rahmen einer sehr prunkvollen Zeremonie zum Kaiserpaar gekrönt. Die Krönungszeremonie und ein anschließendes Fest für die Bevölkerung in einem Park wurden von einer Massenpanik mit Tausenden von Toten und Verletzten überschattet, was im Nachhinein als schlechtes Omen für die Regierungszeit angesehen wurde.
Alexandra war weder am Hof noch beim Volk sonderlich beliebt, einerseits wegen fehlender sozialer Fähigkeiten, andererseits auf Grund ihrer deutschen Herkunft. Sie war schüchtern, biss sich bei Zeremonien auf die Lippen, aus Furcht, Fehler zu machen, und ihr Französisch, ein Muss am russischen Hof, war so schlecht, dass die Hofdamen noch Tage später über ihre Fehler Witze machten. So zog sie sich bei gesellschaftlichen Ereignissen schnell zurück und flüchtete sich in Migräneattacken, verursacht durch die eigene Unsicherheit. Hinzu kam in späteren Jahren der negative Einfluss von Rasputin auf die Kaiserin. Die Tatsache, dass sie eine gebürtige Deutsche war, nährte während des Ersten Weltkriegs den Verdacht, es gebe am Zarenhof eine Verschwörung, die einen Sieg des Deutschen Reichs über das Kaisertum Russland anstrebe. All dies trug erheblich zum Legitimitätsverlust der Kaiserfamilie vor der Revolution bei.
Auch sie selbst fühlte sich nach einem eher distanzierten Empfang am Hof dort nicht sehr wohl, machte kaum Anstalten, mit anderen Mitgliedern der großen Romanow-Familie näheren Kontakt zu knüpfen, und nahm an so wenigen Veranstaltungen wie möglich teil. Auch die Tatsache, dass sie immer wieder im Schatten ihrer sehr beliebten Schwiegermutter Maria Fjodorowna stand, trug nicht dazu bei, sich besser in die Familie zu integrieren. Hinzu kam, dass sie nach vier Geburten immer noch keinen männlichen Thronfolger zur Welt gebracht hatte.
Alexandra verteidigte und unterstützte die Politik ihres Mannes auf das Schärfste. Wie er war auch sie eine Verfechterin des Gottesgnadentums und empfand somit ein politisches Mitspracherecht des Volkes in Form eines gewählten Parlaments (in Russland Duma) als überflüssig.

## Kinder

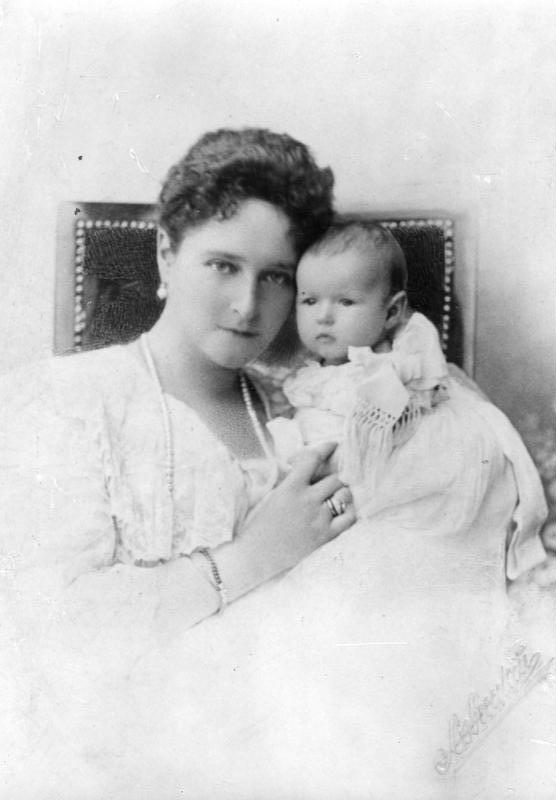
Alexandra mit Tochter Anastasia (1901)

Nikolaus und Alexandra hatten vier Töchter und einen Sohn:
- Olga (* 15. November 1895)
- Tatjana (* 10. Juni 1897)
- Maria (* 26. Juni 1899)
- Anastasia (* 18. Juni 1901)
- Alexei (* 12. August 1904)

Alle fünf Kinder wurden am 17. Juli 1918 in der Villa Ipatjew in Jekaterinburg erschossen.

## Rasputin
Am 12. August 1904 kam der lang erhoffte Thronfolger Alexei zur Welt. Jedoch litt der Zarewitsch an Hämophilie, was nur von Alexandra vererbt sein konnte. Von diesem damals noch sehr gefährlichen genetischen Defekt waren durch die Töchter und Enkeltöchter Königin Victorias mehrere europäische Fürstenhäuser betroffen. Alexandra selbst hatte ihren Onkel (Leopold Georg, Herzog von Albany) und einen Bruder durch diese Krankheit verloren. Die Tatsache, dass der Thronfolger, der einzige männliche Erbe der Zarenfamilie, an dieser unheilbaren Krankheit litt, wurde vor dem russischen Volk geheim gehalten.
Man wandte sich an diverse russische Ärzte und Mediziner, um Alexei zu behandeln, deren Behandlungsversuche erfolglos blieben. Alexandra wandte sich daraufhin immer mehr religiöser Mystik zu. Ein einfacher Wanderprediger hatte einen bis heute ungeklärten Erfolg mit seiner Methode, die hauptsächlich auf Gebeten beruhte: Grigori Rasputin, den sie durch ihre Hofdame Anna Wyrubowa kennengelernt hatte. Er war – im Gegensatz zu den Ärzten – in der Lage, eine größere Verletzung des Zarewitsch zu heilen. Von 1912 an verließ sich die Kaiserfamilie und besonders Alexandra immer mehr auf seine heilenden Fähigkeiten. Mit der Zeit wurde sein Einfluss so groß, dass die politische Autorität der Zarenfamilie während des Ersten Weltkrieges geschmälert wurde, da er über Alexandra Einfluss auf den Zaren gewann. Insbesondere dadurch wurde sie im russischen Adel verhasst.

## Im Ersten Weltkrieg

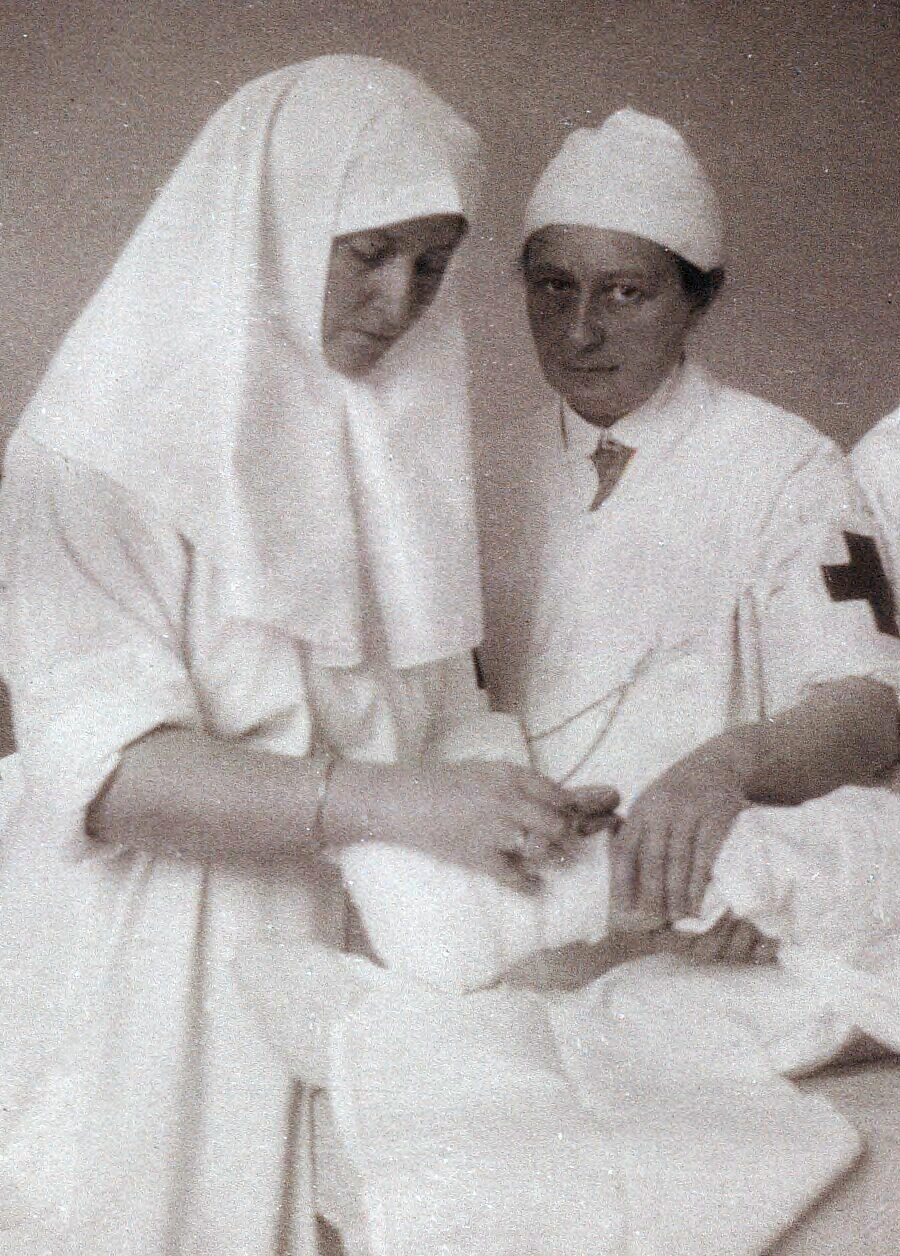
Alexandra und die Chirurgin Prinzessin Vera Gedroitz

Der Ausbruch des Krieges war ein entscheidender Moment für Russland und Alexandra. Russland wandte sich gegen Deutschland, Alexandras Herkunftsland, wo ihr Bruder Großherzog von Hessen war. Zudem war Kaiser Wilhelm II. ihr Cousin. Dies machte Alexandra noch unbeliebter beim russischen Volk, das sie der Kollaboration mit den Deutschen beschuldigte.
Als Nikolaus 1915 an die Front reiste, um selber das Kommando über die Kaiserlich Russische Armee zu übernehmen, überließ er Alexandra die Verantwortung. Sie war nicht sonderlich begabt, was Politik anging. Immer wieder entließ sie alte und ernannte neue Minister, sodass die Regierung weder stabil war noch effizient arbeiten konnte. Daraus resultierte unter anderem, dass weder die Truppen noch die Bürger ausreichend versorgt waren. Alexandra ließ sich immer mehr von Rasputins eigennützigem Anraten beeinflussen, sodass man Alexandra irgendwann ein Verhältnis mit ihm nachsagte. Sie geriet immer mehr in den Fokus von Gerüchten. Man unterstellte ihr sogar, eine deutsche Spionin zu sein. 1916 wurde Rasputin von seinen Widersachern aus dem Umfeld der Romanow-Familie ermordet.
Dennoch unterstützte der Zar seine geliebte Frau gegen alle Vorwürfe inner- und außerhalb der Familie.

## Revolution
In der Februarrevolution wurde der Kaiser gezwungen abzudanken. Zuerst dankte er zugunsten seines Sohnes ab, änderte jedoch die Abdankungsurkunde noch am selben Tag zugunsten seines Bruders. Die Situation für Alexandra spitzte sich immer mehr zu. Obwohl er der Cousin von Alexandra und Nikolaus war, weigerte sich König Georg V., die Kaiserfamilie nach Großbritannien zu evakuieren. Er befürchtete Auswirkungen auf seinen eigenen Thron, da das Zarenpaar auch in seinem Land nicht sehr beliebt war.
Die Provisorische Regierung stellte Nikolaus, Alexandra und deren Kinder im Alexanderpalast in Zarskoje Selo unter Hausarrest, bis sie im August 1917 nach Tobolsk in Sibirien abtransportiert wurden, ursprünglich, um sie von der Hauptstadt und größeren Gefahren fernzuhalten. Nach der Oktoberrevolution jedoch wurden sie in das von den Bolschewiki kontrollierte Jekaterinburg gebracht, wo sie im Ipatjew-Haus untergebracht wurden. Dort wurden die gesamte Familie, ihr Arzt und drei weitere Bedienstete nach mehrmonatiger Gefangenschaft in der Nacht zum 17. Juli 1918 in einem Keller erschossen. Nach der Oktoberrevolution 1917 schied Russland aus dem Krieg aus.

## Identifizierung und Begräbnis

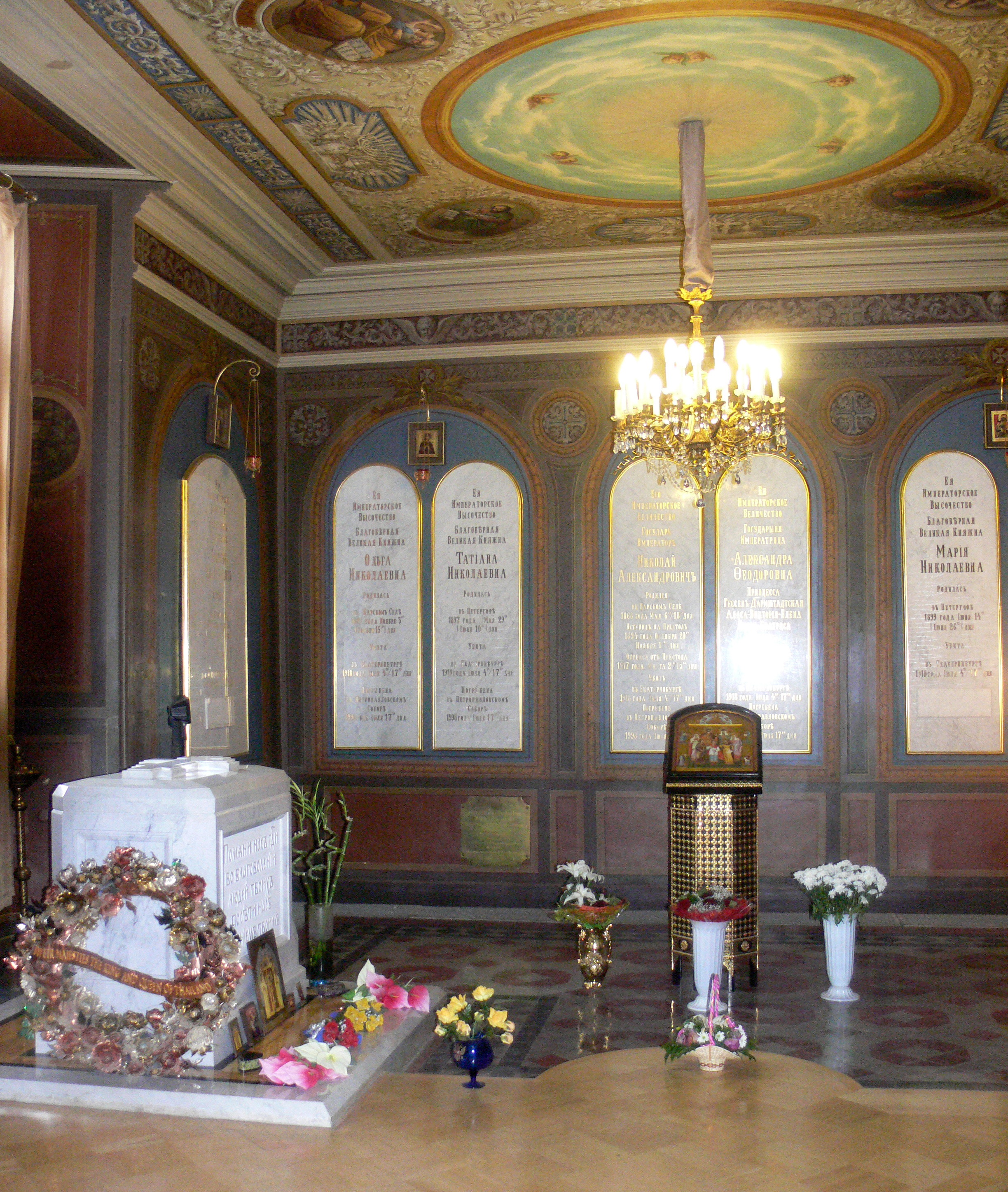
Grab Nikolaus’ II. und seiner Familie in der Peter-Pauls-Kathedrale, Sankt Petersburg

Die Leichen der Kaiserfamilie wurden in der Nähe eines ungenutzten Minenschachts namens Ganina Jama nördlich von Jekaterinburg vergraben. In den frühen 1990ern, nach der Auflösung der Sowjetunion, wurden Körper der Romanows lokalisiert, exhumiert und identifiziert. Ein bereits in den 1970ern gefundener, jedoch nicht veröffentlichter zeitgenössischer Bericht half bei der Lokalisierung. Bei der Identifizierung half eine DNA-Analyse. Eine Blutprobe von Prinz Philip (einem Großneffen Alexandras) wurde genutzt, um Alexandra und ihre Töchter zu identifizieren. 1998 wurden Alexandra, Nikolaus und ihre Kinder (außer Alexei und eine der jüngeren Töchter (Maria oder Anastasia), deren Verbleib bis zu diesem Zeitpunkt ungeklärt war) nach St. Petersburg überführt, wo sie unter Teilnahme von Staatspräsident Boris Jelzin mit einer großen Zeremonie in der Familiengruft der Romanows in der Peter-und-Paul-Kathedrale beigesetzt wurden. 2007 konnten schließlich auch die sterblichen Überreste der beiden fehlenden Kinder anhand einer DNA-Untersuchung identifiziert und diese ebenfalls dort beigesetzt werden. An dieser Zeremonie nahm Staatspräsident Wladimir Wladimirowitsch Putin teil.
2000 wurden sie und ihre Familie von der russisch-orthodoxen Kirche heiliggesprochen.

## Vorfahren
| Ahnentafel von Alix von Hessen-Darmstadt | Ahnentafel von Alix von Hessen-Darmstadt                                                                                   | Ahnentafel von Alix von Hessen-Darmstadt                                                                          | Ahnentafel von Alix von Hessen-Darmstadt                                                                          | Ahnentafel von Alix von Hessen-Darmstadt                                                                          | Ahnentafel von Alix von Hessen-Darmstadt                                                                          | Ahnentafel von Alix von Hessen-Darmstadt                                                                          | Ahnentafel von Alix von Hessen-Darmstadt                                                                                | Ahnentafel von Alix von Hessen-Darmstadt                                                                          |
| ---------------------------------------- | --- | --- | --- | --- | --- | --- | --- | --- |
| Ururgroßeltern                           | Großherzog Ludwig I. von Hessen und bei Rhein (1753–1830) ⚭ 1777 Luise Henriette Karoline von Hessen-Darmstadt (1761–1829) | Karl Ludwig von Baden (1755–1801) ⚭ 1774 Amalie von Hessen-Darmstadt (1754–1832)                                  | König Friedrich Wilhelm II. von Preußen (1744–1797) ⚭ 1769 Friederike von Hessen-Darmstadt (1751–1805)            | Landgraf Friedrich V. Ludwig (1748–1820) ⚭ 1768 Karoline von Hessen-Darmstadt (1746–1821)                         | Herzog Franz von Sachsen-Coburg-Saalfeld (1750–1806) ⚭ 1777 Gräfin Auguste Reuß zu Ebersdorf (1757–1831)          | Herzog August von Sachsen-Gotha-Altenburg (1772–1822) ⚭ 1797 Luise Charlotte zu Mecklenburg (1779–1801)           | König Georg III. von Großbritannien und Irland (1738–1820) ⚭ 1761 Sophie Charlotte von Mecklenburg-Strelitz (1744–1818) | Herzog Franz von Sachsen-Coburg-Saalfeld (1750–1806) ⚭ 1777 Gräfin Auguste Reuß zu Ebersdorf (1757–1831)          |
| Urgroßeltern                             | Großherzog Ludwig II. von Hessen und bei Rhein (1777–1848) ⚭ 1804 Wilhelmine von Baden (1788–1836)                         | Großherzog Ludwig II. von Hessen und bei Rhein (1777–1848) ⚭ 1804 Wilhelmine von Baden (1788–1836)                | Wilhelm von Preußen (1783–1851) ⚭ 1804 Maria Anna Amalie von Hessen-Homburg (1785–1846)                           | Wilhelm von Preußen (1783–1851) ⚭ 1804 Maria Anna Amalie von Hessen-Homburg (1785–1846)                           | Herzog Ernst I. von Sachsen-Coburg und Gotha (1784–1844) ⚭ 1817 Luise von Sachsen-Gotha-Altenburg (1800–1831)     | Herzog Ernst I. von Sachsen-Coburg und Gotha (1784–1844) ⚭ 1817 Luise von Sachsen-Gotha-Altenburg (1800–1831)     | Edward Augustus, Duke of Kent and Strathearn (1767–1820) ⚭ 1818 Victoire von Sachsen-Coburg-Saalfeld (1786–1861)        | Edward Augustus, Duke of Kent and Strathearn (1767–1820) ⚭ 1818 Victoire von Sachsen-Coburg-Saalfeld (1786–1861)  |
| Großeltern                               | Karl von Hessen-Darmstadt (1809–1877) ⚭ 1836 Elisabeth von Preußen (1815–1885)                                             | Karl von Hessen-Darmstadt (1809–1877) ⚭ 1836 Elisabeth von Preußen (1815–1885)                                    | Karl von Hessen-Darmstadt (1809–1877) ⚭ 1836 Elisabeth von Preußen (1815–1885)                                    | Karl von Hessen-Darmstadt (1809–1877) ⚭ 1836 Elisabeth von Preußen (1815–1885)                                    | Albert von Sachsen-Coburg und Gotha (1819–1861) ⚭ 1840 Königin Victoria von Großbritannien und Irland (1819–1901) | Albert von Sachsen-Coburg und Gotha (1819–1861) ⚭ 1840 Königin Victoria von Großbritannien und Irland (1819–1901) | Albert von Sachsen-Coburg und Gotha (1819–1861) ⚭ 1840 Königin Victoria von Großbritannien und Irland (1819–1901)       | Albert von Sachsen-Coburg und Gotha (1819–1861) ⚭ 1840 Königin Victoria von Großbritannien und Irland (1819–1901) |
| Eltern                                   | Großherzog Ludwig IV. von Hessen und bei Rhein (1837–1892) ⚭ 1862 Alice von Großbritannien und Irland (1843–1878)          | Großherzog Ludwig IV. von Hessen und bei Rhein (1837–1892) ⚭ 1862 Alice von Großbritannien und Irland (1843–1878) | Großherzog Ludwig IV. von Hessen und bei Rhein (1837–1892) ⚭ 1862 Alice von Großbritannien und Irland (1843–1878) | Großherzog Ludwig IV. von Hessen und bei Rhein (1837–1892) ⚭ 1862 Alice von Großbritannien und Irland (1843–1878) | Großherzog Ludwig IV. von Hessen und bei Rhein (1837–1892) ⚭ 1862 Alice von Großbritannien und Irland (1843–1878) | Großherzog Ludwig IV. von Hessen und bei Rhein (1837–1892) ⚭ 1862 Alice von Großbritannien und Irland (1843–1878) | Großherzog Ludwig IV. von Hessen und bei Rhein (1837–1892) ⚭ 1862 Alice von Großbritannien und Irland (1843–1878)       | Großherzog Ludwig IV. von Hessen und bei Rhein (1837–1892) ⚭ 1862 Alice von Großbritannien und Irland (1843–1878) |
| Alix von Hessen-Darmstadt                | | | | | | | | |